# 1988年夏季残疾人奥林匹克运动会荷兰代表团
1988年夏季残疾人奥林匹克运动会荷兰代表团是荷兰派出的1988年夏季残疾人奥林匹克运动会代表团。获得30枚金牌、24枚银牌和29枚铜牌。